# Гази, Ибрагим
Ибрагим Гази (также Ибрай; настоящие имя и фамилия Ибрагим Зарифуллович Мингазеев; 22 января (4 февраля) 1907, Старые Карамалы, Камско-Устьинский уезд, Казанская губерния, Российская империя — 20 февраля 1971, Казань, СССР) — советский татарский писатель и журналист. Лауреат Государственной премии Татарской АССР имени Габдуллы Тукая, депутат Верховного Совета СССР.

## Биография
Родился в бедной крестьянской семье. С 1919 по 1924 годы был воспитанником Тетюшского детского дома и одновременно обучался в трудовой школе. С 1924 по 1926 год был студентом партийной школы в Казани. В 1920-е годы сотрудничал в нескольких татароязычных газетах в качестве журналиста («Авыл яшьләре», «Кызыл яшьләр»), с 1926 года был комсомольским активистом, в 1927 году вступил в Коммунистическую партию, на комсомольской работе находился до 1931 года. В 1933 — 1938 годах заведовал сектором художественной литературы Татгосиздата, в 1934 году стал членом Союза писателей СССР.
Писать собственные повести и рассказы начал в 1930-е годы, в скором времени получив относительную известность. Его произведения были посвящены быту жителей татарских городов и сёл, к числу наиболее известных из них относятся «Палец» (1930), «Серебристая Нурминка» (1931), «Девушка-бригадир» (1932), «Катя Сорокина» (1938—1939); впоследствии к этой тематике автор вернулся в повести «Яблони цветут» (1951). В 1931—1942 годах работал в Союзе писателей Татарской АССР.
Участвовал в Великой Отечественной войне с 1943 года (ушёл на фронт добровольцем, так как формально был негоден к службе из-за слабого зрения), после которой написал несколько повестей на военную тематику: «Их было трое» (1945, о советских разведчиках), «Мы ещё встретимся» (1947). В 1955 году был опубликован его роман «Обыкновенные люди» (на русский язык переведён в 1957 году под названием «За городом, за Казанью», посвящённый жизни и быту советских нефтяников. Гази был председателем Правления Союза писателей Татарской АССР с 1967 по 1971 год, с 1970 по 1971 год секретарём Правления Союза писателей РСФСР, также с 1970 по 1971 год являлся депутатом Верховного Совета СССР. Был награждён тремя орденами и медалями, в 1969 году стал лауреатом Республиканской премии имени Габдуллы Тукая.
Наиболее значительным его произведением считается автобиографический роман-трилогия «Незабываемые годы», над которым автор работал в период с 1949 по 1966 годы. Это произведение издавалось и на русском языке — под названием «Хлеб, винтовка и любовь» в 1950 — 1975 годах. В 1969 году получил за этот роман Государственную премию Татарской АССР. Выступал также как переводчик — переводил на татарский язык произведения М. Е. Салтыкова-Щедрина, А. П. Чехова, М. Горького, Ги де Мопассана и других русских и зарубежных писателей.